# Waldery Areosa Ferreira

## Biografia
Waldery Areosa Ferreira nasceu na Ilha de Paciência. Com uma infância difícil, perder o pai e a mãe antes dos dez anos de idade (aos sete anos perdeu o pai e aos nove perdeu a mãe), com quinze anos foi adotado por padrinhos. Deixou Manaus e foi morar em Goiânia, onde ficou por três anos. Foi aí que aflorou a aptidão pela educação. Ele dava aulas particulares de matemática para colegas do terceiro ano do segundo grau.
Aos 18 anos retornou à capital amazonense, sendo aprovado no vestibular da Universidade do Amazonas para o curso de enegenharia civil.
Mas a aptidão falou mais alto e Waldery criou o Curso Einstein de Pré-Vestibular.
Dado este primeiro passo, mais tarde, Waldery fundou o Centro Universitário do Norte (UniNorte), hoje uma das maiores universidades particulares do país.
O Curso Einstein em Colégio Albert Einstein, que em 1988 passou a se chamar Colégio Objetivo, por meio de franchising com o Grupo Objetivo de São Paulo, trouxe para Manaus um moderno conceito de educação que trabalha a teoria e a prática em sala de aula.
Em 1994, o empresário deu outro passo com a criação das Faculdades Objetivo. Dez anos depois, em 2004, Waldery comemorou mais uma vitória quando as Faculdades Objetivo foram credenciadas como Centro 
Universitário do Norte (UniNorte), recebendo conceito máximo do Ministério da Educação e Cultura (MEC).
Waldery é um dos maiores empresários do ramo de educação no Estado do Amazonas e referência em todo o Brasil por seu empreendedorismo.
É também proprietário do hotel Amazon River Palace.

## A importância da educação
Conhecimento, cultura e ojetivos na vida. É esse o papel na educação de crianças e jovens. Através dos estudos nós convivemos com pessoas diferentes, culturas diferentes e a educação oferecida nas escolas e universidades faz com que as pessoas ampliem sua visão sobre as outras pessoas e o mundo.  Famílias cuja base tem uma melhor formação escolar tendem a planejar seu futuro, fazem planejamento familiar, planejamento de carreira, planejamento de vida.
Países de primeiro mundo têm como princípio uma boa educação, para manter o seu futuro próspero e assim manter e até elevar sua riqueza material e cultural. 
Waldery Areosa Ferreira além de empreendedor, ajuda a construir um futuro melhor para nosso país através da educação e capacitação de jovens e adultos.

## Empresas
- Cursinhos Einstein Pré-Vestibular
- Colegio Objetivo
- Faculdades Uninorte
- Hotel Amazon Jungle Palace
- Centro Educacional Seculo

### Prêmios e Carreira
Em 2005 foi homenageado pela Escola de Samba Grande Família com o Enredo: "Filho do Rio Solimões, da terra brotei, caboclo sou eu... Educador me tornei. Waldery Areosa Ferreira - Faculdades Uninorte/Objetivo" . Em 2006, Waldery Areosa Ferreira recebeu o título de Empreendedor do Ano, concedido pelo Conselho Regional de Administração do Amazonas e Roraima por sua competência gerencial e empreendedorismo na área de educação.
2010 - 7º Grande Prêmio de Arquitetura Corporativa.
2010 - Homenageado pela Escola de Samba Mocidade Independente de Aparecida
2010 - Membro da rede Laureate International Universities

## Polêmicas

### Acusações de Pedofilia
Em Novembro de 2012, Waldery Areosa Ferreira foi acusado de possuir uma rede de exploração infanto juvenil durante um período não especificado. O empresário afirmou, em uma nota divulgada à imprensa, que "quem não deve, não teme", entretanto, durante o período em que as acusações surgiram, ele estava viajando para os Estados Unidos, gerando boatos de que ele havia programado esta viagem com intenções de se refugiar no país. Sua justificativa foi de que ele estaria, supostamente, visitando sua filha recém-nascida, que estaria passando por um tratamento de saúde no país.  As investigações correram em segredo da Justiça.

#### Relatos Anônimos Sobre o Caso
"Ele era conhecido na escola como pedófilo, até mesmo entre os professores" - afirmou uma pessoa que optou por não revelar sua identidade
"Ele não tem culpa que as meninas têm 14 anos, elas são assim porque querem e ele só paga" - relatou uma pessoa próxima ao empreendedor.